# Julius Kühn-Institut
Das Julius Kühn-Institut – Bundesforschungsinstitut für Kulturpflanzen (JKI), amtliche Eigenschreibweise Julius Kühn-Institut, ist eine im Geschäftsbereich des deutschen Bundesministerium für Landwirtschaft, Ernährung und Heimat (BMLEH) aufgrund des Gesetzes zur Neuordnung der Ressortforschung vom 24. Oktober 2007 geschaffene Forschungseinrichtung und dabei selbständige Bundesoberbehörde. Seine Aufgaben bestimmt insbesondere das Pflanzenschutzgesetz, dessen Zwecke zugleich den Rahmen seines Forschungsauftrages bilden.

## Aufgaben
In dem Institut, das den Namen des Agrarwissenschaftlers Julius Kühn trägt, wurden die Biologische Bundesanstalt für Land- und Forstwirtschaft und die Bundesanstalt für Züchtungsforschung an Kulturpflanzen unter Einbindung zweier Institute der Bundesforschungsanstalt für Landwirtschaft (Institut Pflanzenernährung und Bodenkunde und Institut für Pflanzenbau und Grünlandwirtschaft) zusammengefasst. Es hat seinen Sitz in Quedlinburg und mehrere Außenstellen in Berlin, Braunschweig, Dossenheim, Dresden, Kleinmachnow, Münster, Sanitz und Siebeldingen.
Mit 18 Fachinstituten an 9 Standorten forscht das JKI zu allen Aspekten rund um Kulturpflanzen. Ziel der Forschung des JKI ist die Entwicklung resilienter Pflanzenbausysteme zur Produktion pflanzlicher Rohstoffe für die Ernährung und die Bioökonomie. Gleichzeitig steht dabei der Schutz der Biodiversität, des Klimas und der natürlichen Ressourcen Boden und Wasser an vorderster Stelle. Unter seinem Dach bündelt das JKI dafür Kompetenzen in den Bereichen Pflanzenbau, Bodenkunde, Pflanzengenetik, Züchtungsforschung und Züchtung, Pflanzenschutz, Pflanzengesundheit, Bienenschutz und Waldschutz. Wissenschaftlich unabhängig und interdisziplinär arbeitet das JKI eng mit nationalen und internationalen Forschungseinrichtungen, aber auch mit der Praxis zusammen.
Auf Basis seiner Forschung liefert das JKI fundierte Entscheidungsgrundlagen für das BMLEH und vertritt das BMLEH in verschiedenen europäischen und internationalen Gremien. Unter anderem bringt es seine Expertise in Monitoringprogramme, Risikoanalysen, politische Strategien und technische Standards ein – etwa im Rahmen des Nationalen Aktionsplans Pflanzenschutz, der Biodiversitätsstrategie der Bundesregierung oder europäischer Pflanzengesundheitsverordnungen. Mit eigenen Versuchseinrichtungen, Langzeitversuchen, modern ausgestatteten Laboren und seinen Genbanken sowie der Beteiligung an Modell- und Demonstrationsvorhaben, Living Labs und Reallaboren schafft das JKI die Grundlage für eine zukunftsfähige Pflanzenproduktion in Deutschland, Europa und weltweit.

## Standorte

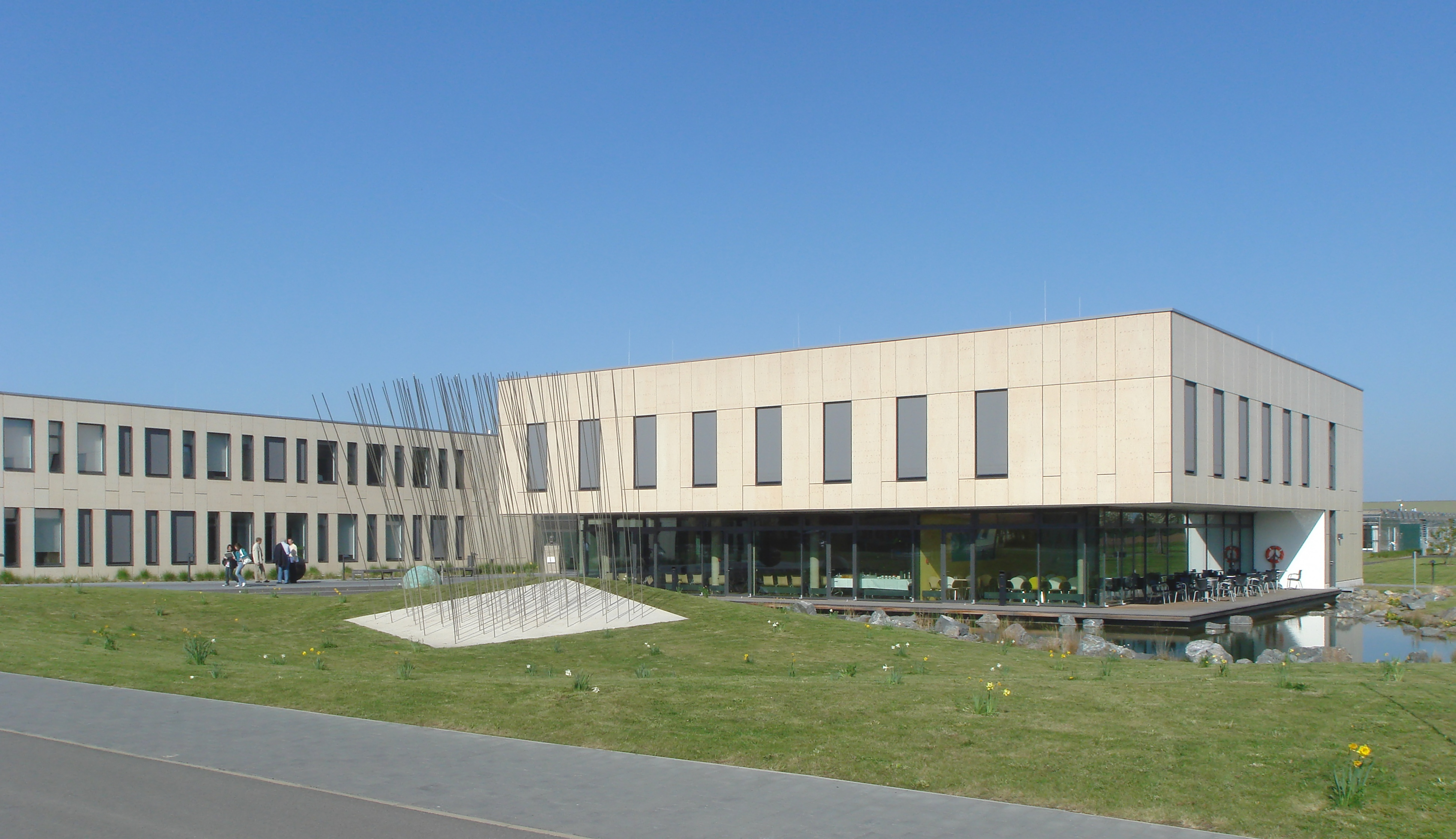
Neubau des Julius Kühn-Instituts in Quedlinburg

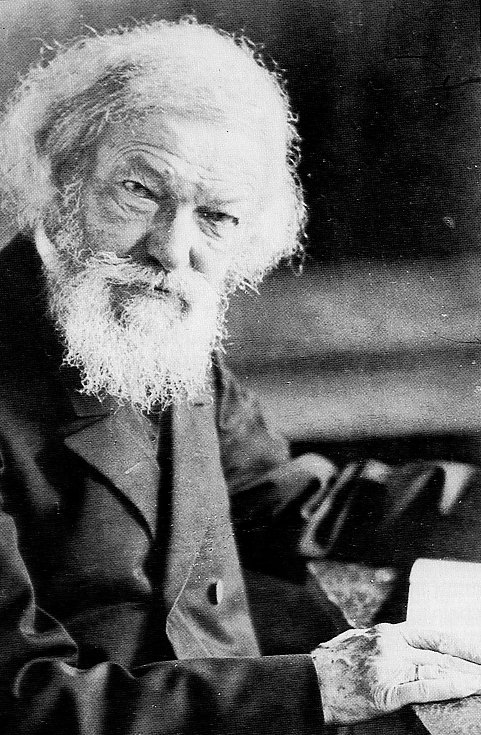
Julius Kühn, der Namensgeber des JKI

Das JKI umfasst nachstehende Institute:
- Institute in Quedlinburg
  - Resistenzforschung und Stresstoleranz
  - Sicherheit biotechnologischer Verfahren bei Pflanzen
  - Züchtungsforschung an gartenbaulichen Kulturen
  - Waldschutz

- Institute in Braunschweig
  - Waldschutz (Außenstelle)
  - Bienenschutz, auch in Berlin
  - Anwendungstechnik im Pflanzenschutz
  - Epidemiologie und Pathogendiagnostik
  - Pflanzenbau und Bodenkunde
  - nationale und internationale Angelegenheiten der Pflanzengesundheit
  - Pflanzenschutz in Ackerbau und Grünland
  - Pflanzenschutz in Gartenbau und urbanem Grün

- Institute in Berlin und Kleinmachnow
  - Bienenschutz, auch in Braunschweig
  - Ökologische Chemie, Pflanzenanalytik und Vorratsschutz
  - Strategien und Folgenabschätzung

- Institute an weiteren Standorten
  - Biologischer Pflanzenschutz in Dossenheim (bis 2022: Darmstadt)[3]
  - Züchtungsforschung an landwirtschaftlichen Kulturen in Sanitz OT Groß Lüsewitz
  - Pflanzenschutz im Obst- und Weinbau in Dossenheim und Siebeldingen
  - Institut für Rebenzüchtung Geilweilerhof, auch in Siebeldingen
  - Institut für Züchtungsforschung an Obst in Dresden-Pillnitz mit Koordinierungsstelle Deutsche Genbank Obst

## Leitung und weitere Persönlichkeiten
Leiter der Einrichtung ist der Züchtungsforscher Frank Ordon. Er folgte dem Gartenbauwissenschaftler und Phytomediziner Georg F. Backhaus, der zuvor bereits seit dem Jahre 2002 Leiter der Biologischen Bundesanstalt in Berlin und Braunschweig war.
Bekannte Persönlichkeiten des Julius Kühn-Instituts:
- Georg F. Backhaus (* 1955), Agrarwissenschaftler
- Heinz Butin (1928–2021), Phytopathologe und Forstwissenschaftler
- Wolf Dieter Englert (* 1942), Entomologe
- Falko Feldmann (* 1959), Biologe und Phytomediziner
- Gregor Hagedorn (* 1965), Botaniker
- Johannes Hallmann (* 1964), Agrarwissenschaftler und Phytomediziner
- Andreas Hensel (* 1961), Veterinärmediziner, Mikrobiologe und Hygieniker
- Johannes A. Jehle (* 1961), Biologe, Insektenvirologe und Phytomediziner
- Peter Morio (1887–1960), Agronom und Rebenzüchter
- Frank Ordon (* 1963), Agrarwissenschaftler
- Ewald Schnug (* 1954), Agrarwissenschaftler, Hochschullehrer und Forscher
- Kornelia Smalla (* 1956), Chemikerin und Biotechnologin
- Hermann Stegemann (1923–2018), Professor für Biochemie
- Benjamin Stich (* 1980), Pflanzenzüchter
- Rolf Tippkötter (* 1946), Bodenkundler